# Provincia di Ucayali
La provincia di Ucayali è una provincia del Perù, situata nella regione di Loreto.

## Geografia antropica

### Suddivisioni amministrative
È suddivisa in sei distretti:
- Contamana
- Inahuaya
- Padre Marquez
- Pampa Hermosa
- Sarayacu
- Vargas Guerra